# Calligra Suite
Calligra Suite (precedentemente conosciuta fino al 2010 come KOffice), è una suite office open source disponibile per Windows, macOS, Linux, FreeBSD e Haiku.. e recentemente anche per Android
Contiene un word processor (Words), un foglio di calcolo o spreadsheet (Sheets) e un programma di presentazione (Stage). Il motore di base di Calligra viene utilizzato sia per il desktop (computer) che per applicazioni mobili (palmare, smartphone, ecc.).

## Storia
KOffice era una suite di software di produttività personale creata per l'ambiente desktop KDE, ma resa progressivamente disponibile anche per altre piattaforme a partire dalla serie 2. L'intera suite è open source, distribuita sotto licenza GNU LGPL. Non è compresa nel pacchetto base di KDE in quanto segue un ciclo di distribuzione indipendente, ma è scaricabile dal sito del progetto.
Il passaggio alla nuova infrastruttura offerta da KDE 4 ha dato agli sviluppatori l'occasione per procedere ad una profonda revisione del progetto sia dal punto di vista tecnico, sia per quanto riguarda l'interfaccia grafica.
La versione di KOffice 2.3.3, distribuita il 24 giugno 2011, è una versione considerata utilizzabile per il lavoro quotidiano, ma solo per sviluppatori o utenti non professionali. È ancora priva di Kivio, che però torna nella suite con la versione 2.4.
A partire dalla versione 1.5 permette l'importazione di documenti in formati differenti dai propri, come quelli di OpenOffice.org o di Microsoft Office.
Il team del progetto lavora al miglioramento della serie 2 della suite. Questa versione utilizza il toolkit Qt4 ed è quindi disponibile anche per sistemi Microsoft Windows e macOS.
Dalla versione 2.2 supporta i formati di Microsoft Office 2007. KOffice supporta il formato OpenDocument.
Nokia ha creato il visualizzatore di documenti per la sua piattaforma Maemo 5 (Freemantle) basato su KOffice 2, ed in particolare KWord e KPresenter per usare word processor e presentazioni.
Nel 2010, la comunità di KOffice ha deciso di rinominare la suite Calligra Suite per rispecchiare la presenza di prodotti per produttività così come applicazioni per la creatività.
| Versione | Caratteristiche principali             | Data       |
| -------- | -------------------------------------- | ---------- |
| 2.4      | Prima release                          | 2012-04-11 |
| 2.5      | versione Tablet                        | 2012-08-13 |
| 2.6      | Calligra Author                        | 2013-02-05 |
| 2.7      | Nuova toolbox per Words                | 2013-08-01 |
| 2.8      | Krita Gemini                           | 2014-03-05 |
| 2.9      | Calligra Gemini                        | 2015-02-26 |
| 3.0      | Rimossi Author, Stage, Flow, Braindump | 2017-01-15 |
| 3.1.0    | Words, Sheets, Karbon, Gemini, e Plan. | 2018-02-01 |
| 3.2      | Gemini, Karbon e Stage                 | 2020-04-29 |

## Problematiche relative allo sviluppo

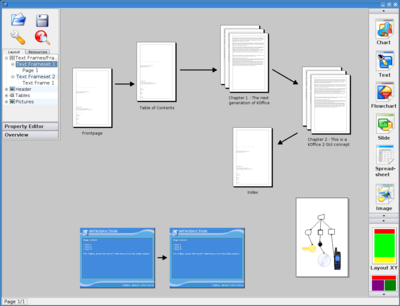
Proposta di un concorrente al concorso sull'aspetto e interfaccia utente di KOffice 2

Produrre e utilizzare una suite per ufficio è un compito estremamente difficile, soprattutto per un progetto come KOffice che può contare su risorse finanziarie e umane molto limitate. KOffice inoltre è ancora incompleto (soprattutto per quanto riguarda il suo foglio di calcolo), immaturo e poco utilizzato, rendendo necessarie pesanti modifiche contestualmente al gran lavoro di porting sulle librerie Qt4.
Il settore delle suite per ufficio è principalmente occupato da due pesi massimi:
- LibreOffice ed OpenOffice.org per l'informatica in generale;
- Microsoft Office per l'informatica chiusa in particolare.

Si presume che la versione di KOffice 2 non avrà la stessa funzionalità di queste due suite di software per molto tempo. Per trovare comunque la sua nicchia di utenti, il progetto KOffice ha portato avanti dal 2005 la seguente strategia:
- Evidenziare l'integrazione con il proprio ambiente scelto di default, KDE, in cui non può avere concorrenti. Come vera applicazione KDE, tutti gli applicativi KOffice apportano all'utilizzatore di KDE i seguenti benefici: standardizzazione dei comportamenti, dei menu, delle icone, tasti di scelta rapida; trasparenza alla rete attraverso la tecnologia KIO; integrazione con altri software tra cui Konqueror grazie alla tecnologia KParts; grazie al fatto del riutilizzo delle librerie KDE. Tuttavia, esiste un progetto OpenOffice.org che si integra con KDE (vedi  kde.openoffice.org. URL consultato il 12 novembre 2017 (archiviato dall'url originale il 13 luglio 2010)., che dalla versione 2.0.2 del 12 marzo 2006 contiene le KDE Address Book Connector);
- Scommessa sul successo di OpenDocument. Se Microsoft Office domina il settore ufficio/azienda, è anche in virtù della onnipresenza dei suoi vari formati di file proprietari che rafforza il suo monopolio, e viceversa (fenomeno di adozione esterna).[16]
KOffice non è come OpenOffice.org che supporta quasi completamente i formati Microsoft (.doc, .xls, .ppt, etc.), e utilizza il suo proprio formato di file aperto. Per rompere questo isolamento, KOffice ha così adottato il formato OpenDocument. È la prima suite, appena prima di OpenOffice.org, ad annunciare il supporto di questo formato (variabile a seconda dei componenti). KOffice (Calligra Suite) ha quindi lo stesso formato di OpenOffice. Dal momento che tutti gli standard devono avere l'obiettivo di almeno due implementazioni distinte, (due suite diverse), potrà approfittare di un eventuale successo di OpenOffice.org (e quindi dello standard OpenDocument) anche sotto il sistema operativo Microsoft Windows;
- Innovare in materia di ergonomia. Meno conosciuto rispetto ai due colossi più noti e più completi, KOffice potrà trovare il suo spazio solo se semplificherà la vita dei suoi utenti, dalle attività semplici ai documenti di grandi dimensioni. Il progetto KOffice ha quindi organizzato un concorso di idee che si è concluso all'inizio del 2006[17], per dare a KOffice 2.0 una interfaccia unica e pratica.

Attualmente si sta lavorando sul progetto Calligra Building/3 per portare la suite sulle librerie QT5.

## Componenti di Calligra Suite
Calligra Suite attualmente comprende i seguenti componenti:
|  | Words  | Un elaboratore testi utilizzabile anche per desktop publishing con supporto di fogli di stile per la creazione di impaginazioni complesse. Precedentemente conosciuto come KWord. |
|  | Sheets | Un foglio elettronico con supporto per fogli multipli, template e oltre 100 formule matematiche. Precedentemente conosciuto come KSpread e Calligra Tables. |
|  | Stage  | Un programma di presentazione con supporto per immagini ed effetti. Precedentemente conosciuto come KPresenter. |
|  | Kexi   | Un'applicazione per il trattamento di database, compete con Microsoft Access e FileMaker. Può essere usato per creare ed aggiornare database, inserire dati ed effettuare query. È tornato disponibile a partire dalla versione 2.2. Include un Report Designer che rimpiazza Kugar. |
|  | Karbon | Un programma per il disegno vettoriale. Precedentemente conosciuto come Karbon14. |
|  | Plan   | Un programma per la gestione di progetti che può generare diagrammi di Gantt. Precedentemente conosciuto come KPlato. |

Componenti deprecati:
|  | Flow      | Un programma per il disegno di diagrammi a blocchi, con possibilità di espansione delle maschere. Sviluppato da theKompany, questa offre ulteriori maschere in vendita. Tornato disponibile dalla versione 2.4. come funzionalità integrata della suite. Precedentemente conosciuto come Kivio. |
|  | Krita     | Noto in precedenza come Krayon e KImageshop, è un programma per la creazione e la manipolazione di immagini bitmap. È stato rimosso da Calligra 3.0 dopo essere diventato un prodotto indipendente.                                                                                             |
|  | KChart    | Generatore di grafici. Disponibile come funzionalità integrata in tutte le applicazioni. Dalla versione 2.0 non è più disponibile come applicativo stand alone, ma solo integrato alle altre applicazioni presenti nella suite.                                                                 |
|  | Author    | Un'applicazione per la creazione di contenuti digitali, sotto forma di e-book come iBooks Author con esportazione in EPUB, di nuova introduzione con Calligra Suite 2.6.; funzionalità integrata della suite.                                                                                   |
|  | Braindump | Un programma per prendere appunti e mindmapping di nuova introduzione con Calligra Suite 2.6.; funzionalità integrata della suite. |
|  | KFormula  | Un editor di formule matematiche. Tornato disponibile a partire dalla versione 2.2 come funzionalità integrata della suite. |

## Componenti di KOffice
KOffice comprendeva i seguenti componenti:
|  | KWord      | Un elaboratore testi utilizzabile anche per desktop publishing con supporto di fogli di stile per la creazione di impaginazioni complesse.                                                                                           |
|  | KSpread    | Un foglio elettronico con supporto per fogli multipli, template e oltre 100 formule matematiche. |
|  | KPresenter | Un programma di presentazione con supporto per immagini ed effetti. |
|  | Karbon14   | Un programma per il disegno vettoriale. |
|  | Krita      | Noto in precedenza come Krayon e KImageshop, è un programma per la creazione e la manipolazione di immagini bitmap. |
|  | Kexi       | Un'applicazione per il trattamento di database, compete con Microsoft Access e FileMaker. Può essere usato per creare ed aggiornare database, inserire dati ed effettuare query. È tornato disponibile a partire dalla versione 2.2. |
|  | KPlato     | Un programma per la gestione di progetti. |

Componenti afferenti alla suite ma non inclusi ufficialmente:
|  | Kivio    | Un programma per il disegno di diagrammi a blocchi, con possibilità di espansione delle maschere. Sviluppato da theKompany, questa offre ulteriori maschere in vendita. Non disponibile in KOffice 2.2.                         |
|  | Kugar    | Generatore di report. È stato sostituito dal generatore di report integrato in Kexi. |
|  | KChart   | Generatore di grafici. Disponibile come funzionalità integrata in tutte le applicazioni. Dalla versione 2.0 non è più disponibile come applicativo stand alone, ma solo integrato alle altre applicazioni presenti nella suite. |
|  | KFormula | Un editor di formule matematiche. Dovrebbe ritornare disponibile a partire dalla versione 2.2 come funzionalità integrata della suite.                                                                                          |

## Dettagli tecnici
Calligra è progettato per lavorare con la piattaforma KDE, usando le librerie software KDE e il framework, le librerie grafiche, Qt. Tuttavia è distribuito in maniera indipendente dal Desktop environment KDE. Tutti i suoi componenti sono disponibili sotto licenze di software libero e con l'uso di OpenDocument come formato file nativo quando possibile.
Calligra sta subendo una profonda revisione di grandi dimensioni per l'uso di Flake e Pigment, per quanto possibile all'interno delle applicazioni. I suoi sviluppatori pianificano di condividere le infrastrutture più possibile tra le applicazioni per ridurre i bug e migliorare l'esperienza degli utenti.

Vogliono anche creare una libreria OpenDocument per l'uso in altre applicazioni di KDE, che permetterà agli sviluppatori di aggiungere facilmente il supporto per la lettura e l'output dei file OpenDocument alle loro applicazioni.

L'automazione delle attività e l'estensione della suite con funzionalità personalizzate può essere fatta con D-Bus o con linguaggi di scripting come Python, Ruby, e JavaScript.
Nokia ha sviluppato una interfaccia utente per l'uso su dispositivi mobili di Words, Tables e Stage. Questa versione, che è chiamata FreOffice, è disponibile per i sistemi operativi Maemo e MeeGo.